# Luận tạng
Luận tạng (chữ Hán: 論藏), hay Vi diệu pháp tạng, A-tì-đạt-ma tạng (pa., sa.: Abhidharma Piṭaka) là bộ tạng thứ ba trong kinh điển Pali cùng với Luật tạng và Kinh tạng, bộ kinh điển Phật giáo của Thượng tọa bộ.
Luận tạng là một tập hợp phân tích học thuật chi tiết và tóm tắt những lời dạy của Thích-ca Mâu ni trong Kinh tạng. Các bài kinh được sắp xếp lại thành một hệ thống sơ đồ gồm các nguyên tắc chung có thể được gọi là 'Tâm lý học Phật giáo'. Trong Luận tạng, các giáo lý và nguyên tắc chung của các bài kinh được tổ chức thành một khoa học mạch lạc của giáo lý Phật giáo.
Luận tạng là một trong vài ví dụ còn sót lại của văn học A-tì-đạt-ma, các văn bản phân tích và triết học được sáng tác bởi một số bộ phái Phật giáo sơ kỳ của Ấn Độ. Mỗi văn bản trong Luận tạng của bộ phái này luôn đề cập đến sự khác biệt về giáo lý với các trường phái Phật giáo sơ kỳ khác.
Nghiên cứu Luận tạng và Vi diệu pháp là một chuyên môn truyền thống được một số tăng sĩ Thượng tọa bộ theo đuổi chuyên sâu. Luận tạng cũng là một phần quan trọng trong nghi lễ Thượng tọa bộ thường được tụng đọc tại tang lễ và lễ hội.

## Từ nguyên và tổng quan
Abhi có nghĩa là "cao hơn" và dhamma ở đây đề cập đến giáo pháp của Thích-ca Mâu-ni. Theo thuyết nhị đế, Thích-ca Mâu-ni đã điều chỉnh lời dạy của mình tùy theo trình độ học vấn, năng lực trí tuệ và mức độ phát triển tâm linh của những người mà Ngài tiếp xúc. Phần lớn những gì Thích-ca Mâu-ni dạy đều nhằm vào một hạng người mà Ngài gọi là puthujjana (phàm nhân). Về cơ bản, đây là những người bình thường tham gia vào các mục tiêu thế tục.
Theo học giả Phật giáo Narada Mahathera: "Pháp, được thể hiện trong Kinh tạng, là giáo lý thông thường (pi.: vohāra desanā), và Vi diệu pháp là giáo lý tối thượng (pi.: paramattha desanā)".